# Junkers A 50

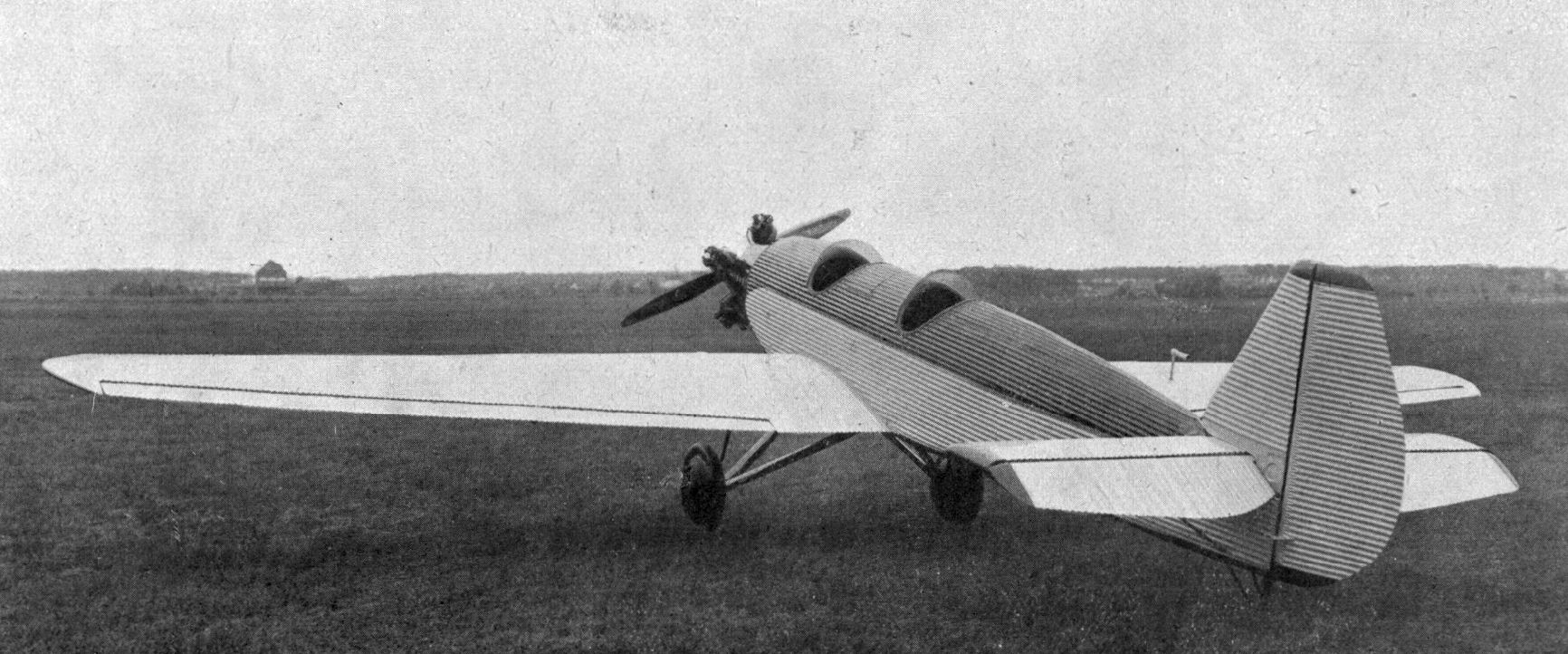
Rückansicht, 1929

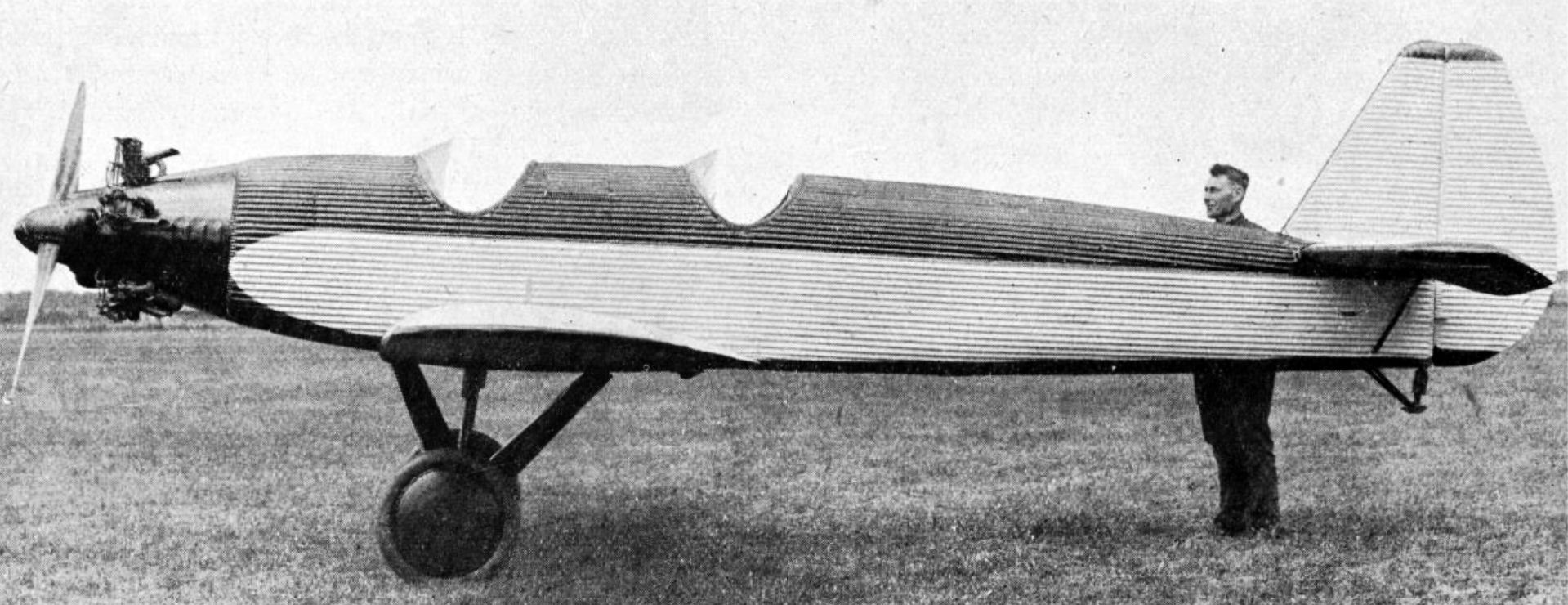
Rumpf in der Seitenansicht, 1929

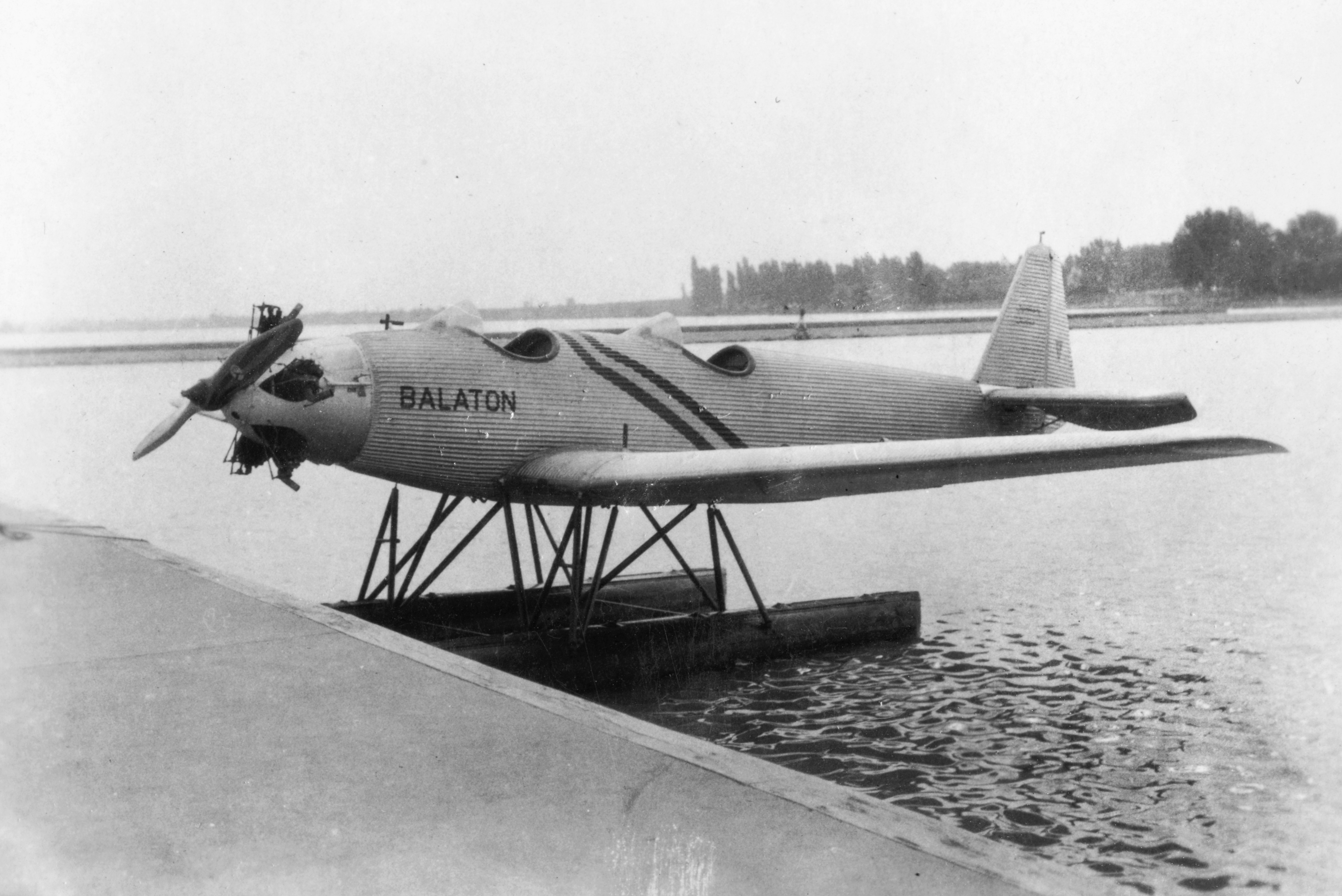
Version mit Schwimmern auf dem Balaton bei Siófok, 1930

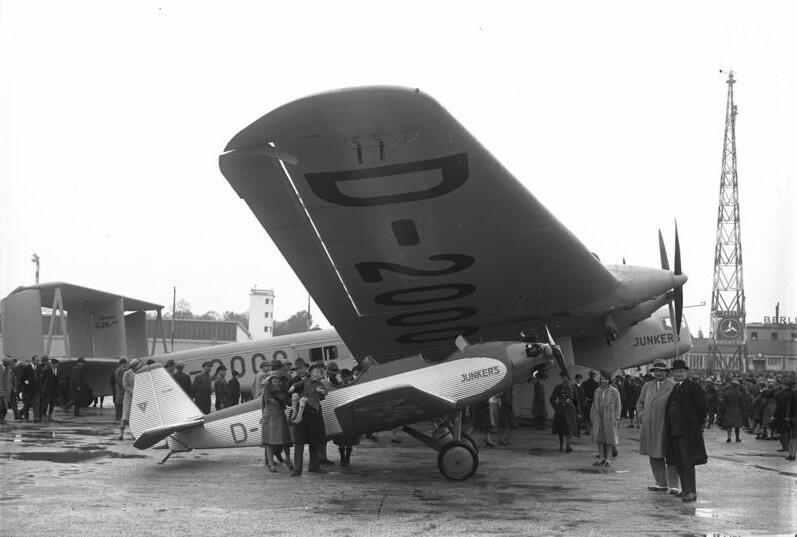
A 50 und Junkers G 38

Die Junkers A 50 ist ein einmotoriges, zweisitziges Ganzmetall-Leichtflugzeug, dessen Erstflug am 13. Februar 1929 stattfand. Die bei Junkers & Co. gebaute Konstruktion wurde von Hermann Pohlmann (1894–1991) entworfen und verwendete die für Junkers-Flugzeuge typische Leichtmetall-Wellblechbeplankung. Verschiedentlich wurde die Maschine auch als A 50 „Junior“ bezeichnet.
Inzwischen wird das Flugzeug – äußerlich bis auf die Nase mit der Ursprungsversion identisch, jedoch mit neuerer Technik – erneut in Serie gebaut.

## Typengeschichte
Nach dem Erstflug im Februar 1929 wurden im Laufe des Jahres insgesamt fünf Prototypen gebaut, um verschiedene Motoren zu prüfen. Junkers erhoffte sich eine Produktionszahl von 5000 Exemplaren der als eine Art Volksflugzeug gedachten A 50, doch konnten während der Bauzeit insgesamt nur 69 hergestellt werden, da das Flugzeug mit etwa 16.000 Reichsmark recht teuer war; zudem herrschte ab Oktober 1929 eine Weltwirtschaftskrise. So wurden von den gebauten Maschinen lediglich 50 verkauft. Diese Flugzeuge gingen unter anderem nach Finnland, der Schweiz, Japan, Portugal, Südafrika, Großbritannien, Brasilien und Australien. Auch die bolivianische Luftwaffe erwarb einige Maschinen zu Schulungszwecken. Vereinzelte Maschinen wurden auch von Fluggesellschaften eingesetzt. Mehrere A 50 nahmen an den Europarundflügen von 1929 und 1930 teil.
Befand sich kein Passagier an Bord, konnte der unbesetzte Platz mit einer Abdeckung geschlossen werden. Ab der A 50ce konnten die Tragflächen für eine Straßenüberführung an den Rumpf angeklappt werden.

## Versuche
Mit der A 50 wurden eine Reihe von Experimentalumbauten erprobt. So wurde ein Einradfahrwerk erprobt, das ein Rad zentral unter dem Rumpf besaß. Unter den Tragflächen befanden sich federnde Kufen.
Eine Maschine wurde zu einem Hochdecker umgerüstet. An dieser Maschine wurden Versuche mit veränderlichem Einstellwinkel der Tragfläche gemacht.

## Rekorde

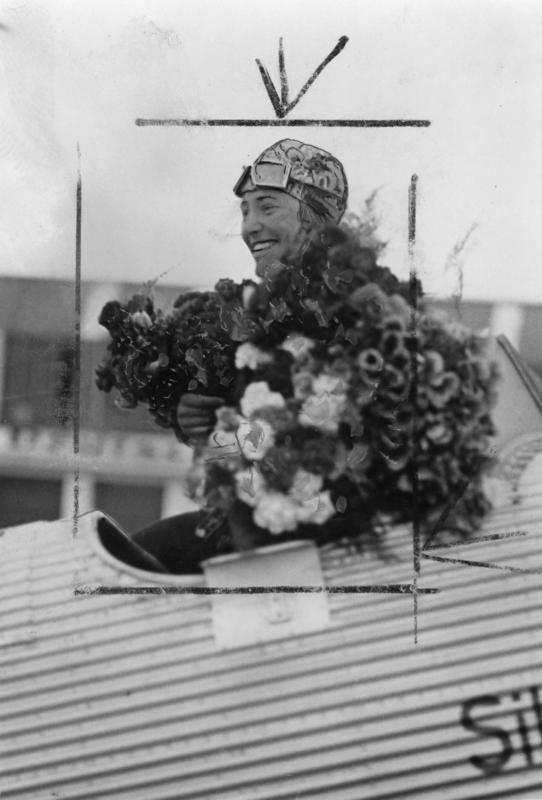
Marga von Etzdorf in ihrer Junkers A 50ce

Mit der A 50 wurde eine Reihe von FAI-Weltrekorden aufgestellt. In der Auslegung mit Schwimmern und dem 59 kW leistenden Armstrong-Siddeley-Genet-Motor wurden erzielt:
| Datum         | Flugart                           | Rekordart                                 |
| ------------- | --------------------------------- | ----------------------------------------- |
| 4. Juni 1930  | ohne Passagier                    | Flughöhe: 5652 m                          |
| 4. Juni 1930  | mit Passagier                     | Flughöhe: 4614 m                          |
| 6. Juni 1930  | geschlossener Kurs mit Passagier  | Reichweite: 900,180 km                    |
| 6. Juni 1930  | geschlossener Kurs mit Passagier  | Flugdauer: 8:27 h                         |
| 6. Juni 1930  | geschlossener Kurs mit Passagier  | Durchschnittsgeschwindigkeit: 164,30 km/h |
| 13. Juni 1930 | geschlossener Kurs ohne Passagier | Reichweite: 2100,420 km                   |
| 13. Juni 1930 | geschlossener Kurs ohne Passagier | Flugdauer: 16:29 h                        |
| 13. Juni 1930 | geschlossener Kurs ohne Passagier | Durchschnittsgeschwindigkeit: 165,44 km/h |

Marga von Etzdorf flog 1930 als erste Frau mit ihrer gelben Junkers Junior alleine von Berlin nach Tokio.

## Varianten
A 50

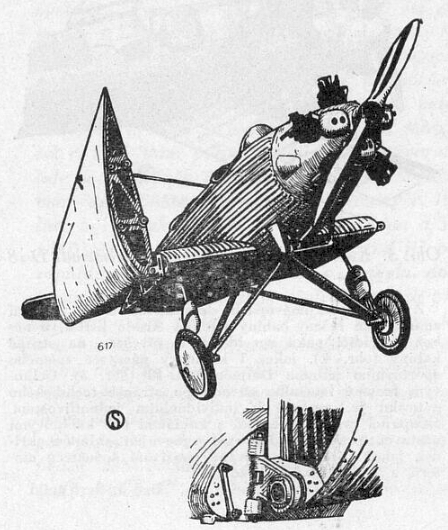
Tragflächen-Klappmechanismus der A 50

Grundmodell mit einem 59 kW starken Armstrong-Siddeley-Genet-Motor. Die Tragflächen sind noch ohne V-Stellung.
A 50ba
Tragflächen mit V-Stellung, 59-kW-Walter-Motor
A 50be
Tragflächen mit V-Stellung, jedoch Armstrong Siddeley Genet mit 59 kW
A 50ce
Tragflächen mit V-Stellung; mit 63 kW starkem Armstrong-Siddeley-Genet-II-Motor, für den Export auch mit dem Genet-Major-I mit 74 kW ausgerüstet. Tragflächen beiklappbar
A 50ci
Tragflächen mit V-Stellung, mit einem 65 kW starken Siemens-&-Halske-Sh-13-Motor. Tragflächen beiklappbar
A 50fe
Tragflächen mit V-Stellung, 63 kW starker Armstrong-Siddeley-Genet-II-Motor, zusätzlich einige Modifikationen an der Flugzeugzelle, Tragflächen beiklappbar
JFAG A50-UL-Neubauten
Die 2018 in der Schweiz gegründete Junkers Flugzeugwerke AG hat damit begonnen, die A 50 neu aufzulegen. Das nach alten Plänen gebaute Muster ist ein modernes Ultraleichtflugzeug mit einer Leermasse von 378 kg. Äußerlich unterscheidet sich die Neuauflage von ihrem Vorbild einerseits durch die strömungsgünstigere Nase (aufgrund des Verzichts auf einen Sternmotor) und andererseits durch die Verwendung eines Spornrads anstatt eines Schleifsporns. Die Räder sind entweder vorbildgerecht mit Blechscheiben verkleidet oder aber mit Kreuzspeichen ausgeführt.
Das Flugzeug enthält einen für Ultraleichtflugzeuge vorgeschriebenen Gesamtrettungsfallschirm von GalaxyRescue Systems, der sich im früheren Gepäckfach befindet. Als Antrieb dient ein Vierzylinder-Rotax-912is-Motor mit einer Leistung von 100 PS, wodurch die Maschine eine Höchstgeschwindigkeit von über 200 km/h erreicht. Mit einem Verbrauch von 15 Litern Treibstoff pro Stunde und einem Tankvolumen von 102 Litern übertrifft die neue Version die bereits große Reichweite ihres Vorbilds noch weiter.
Die Abreißgeschwindigkeit, d. h. die Mindestgeschwindigkeit, bei der die Luftströmung noch einen kontrollierten Flug erlaubt, liegt bei nur 80 km/h; für den Start werden rund 100 Meter benötigt.
Der Propeller stammt vom bayerischen Unternehmen MT Mühlbauer, die Bremsen steuert die französische Firma Beringer bei und die Avionik kommt von Garmin. Im Cockpit kommt statt eines herkömmlichen Instrumentenbrettes ein Bildschirm zum Einsatz. Damit sollen größtmögliche Sicherheit und Zuverlässigkeit erreicht werden. Die ersten 29 Stück (abgeleitet vom Jahr des Erstfluges 1929) wurden für einen Einführungspreis von 179.000 Euro angeboten. Das nach einem Jahr Bauzeit vom Junkers-Partnerunternehmen Kaelin Aero Technologies GmbH im baden-württembergischen Oberndorf fertiggestellte erste Exemplar wurde im Juni 2021 vorgestellt. Am 21. Dezember desselben Jahres fand der Erstflug der neuen A 50 am Flugplatz Neuhausen ob Eck statt. Die Musterzulassung durch den Deutschen Ultraleichtflugverband e. V. (DULV) erfolgte am 25. November 2022 mit dem Kennblatt 992-221.
Kurz darauf, im Dezember 2022, wurde die erste Maschine der neuen Serie ausgeliefert. In den USA wird die JFAG A50-UL über die WACO Aircraft Company angeboten, die ebenfalls zur Junkers Flugzeugbau AG gehört.
JFAG A60-UL-Neubauten
Auf der Aero 2022 in Friedrichshafen wurde durch die JFAG eine Weiterentwicklung der JFAG A50-UL als JFAG A60 vorgestellt. Die A60 soll einen verbreiterten Rumpf zur Anordnung der beiden Sitze nebeneinander sowie ein einziehbares Fahrwerk erhalten. Die Flügel sollen unverändert von der A50-UL übernommen werden. Ebenso wie die JFAG A50-UL soll die JFAG A60 eine Musterzulassung über den Deutschen Ultraleichtflugverband erhalten.

## Technische Daten

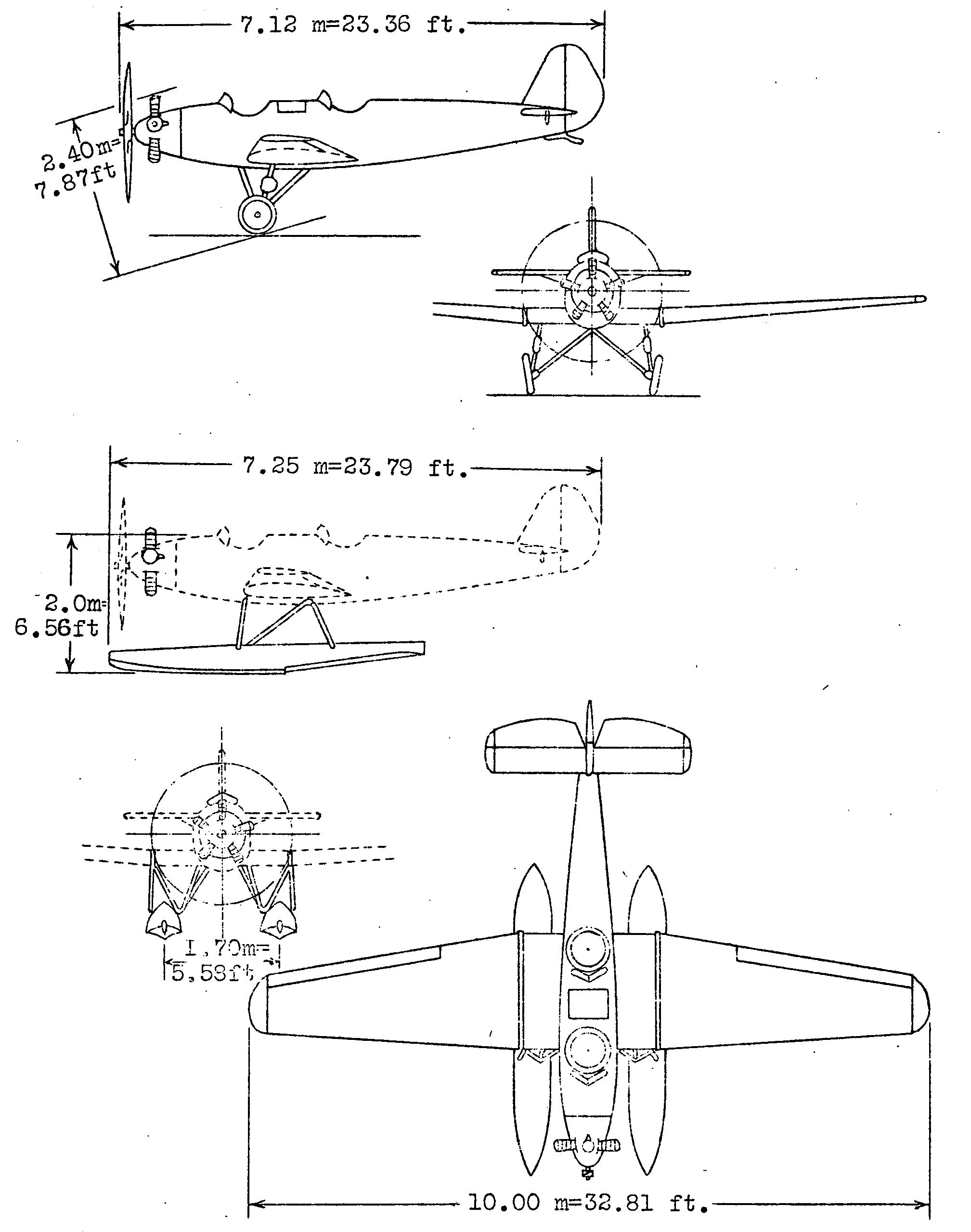
Dreiseitenriss Junkers A 50

| Kenngröße             | Junkers A 50 (1929)                                | JFAG A50-UL (2021)                    |
| --------------------- | -------------------------------------------------- | ------------------------------------- |
| Besatzung             | 2                                                  | 2                                     |
| Länge                 | 7,12 m                                             | 7,41 m                                |
| Spannweite            | 10,00 m                                            | 9,84 m                                |
| Höhe                  | 2,40 m                                             | 2,89 m                                |
| Flügelfläche          | 13,70 m²                                           | 13,70 m²                              |
| Flügelstreckung       | 7,3                                                | 7,3                                   |
| Flächenbelastung      | 43,80 kg/m²                                        | 43,80 kg/m²                           |
| Leermasse             | 360 kg                                             | 371 kg                                |
| Zuladung              | 240 kg                                             | 240 kg                                |
| Startmasse            | 600 kg                                             | 600 kg                                |
| Antrieb               | ein 5-Zylinder-Sternmotor Armstrong Siddeley Genet | ein 4-Zylinder-Boxermotor Rotax 912is |
| Leistung              | 80 PS (59 kW)                                      | 100 PS (74 kW)                        |
| Höchstgeschwindigkeit | 172 km/h                                           | 208 km/h                              |
| Reisegeschwindigkeit  | 145 km/h                                           | 140 km/h                              |
| Steigleistung         | 2,80 m/s                                           |                                       |
| Dienstgipfelhöhe      | 4600 m                                             |                                       |
| Reichweite            | 600 km                                             | 1.250 km                              |

## Erhaltene Exemplare

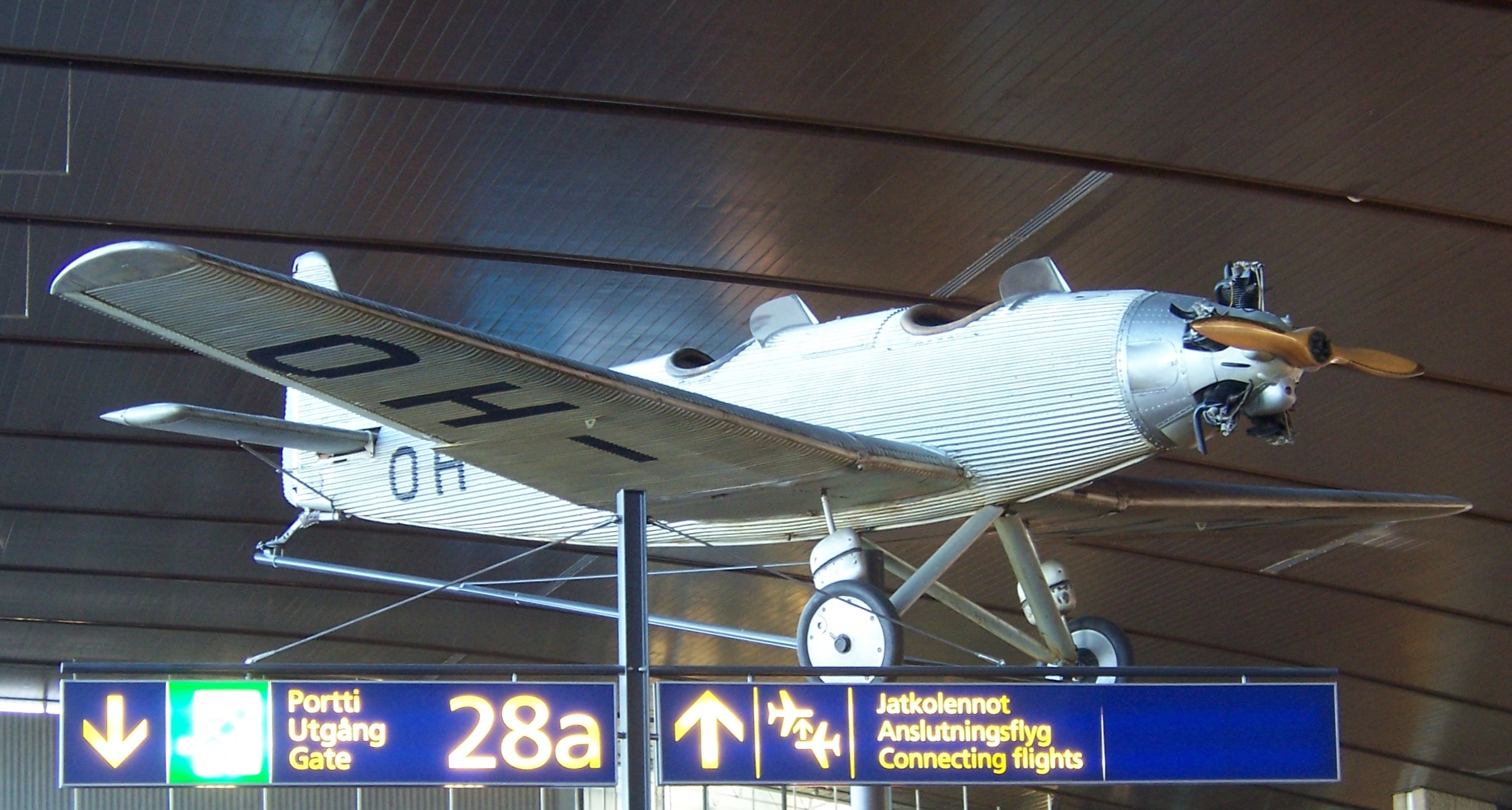
OH-ABB in Helsinki-Vantaa, 2008

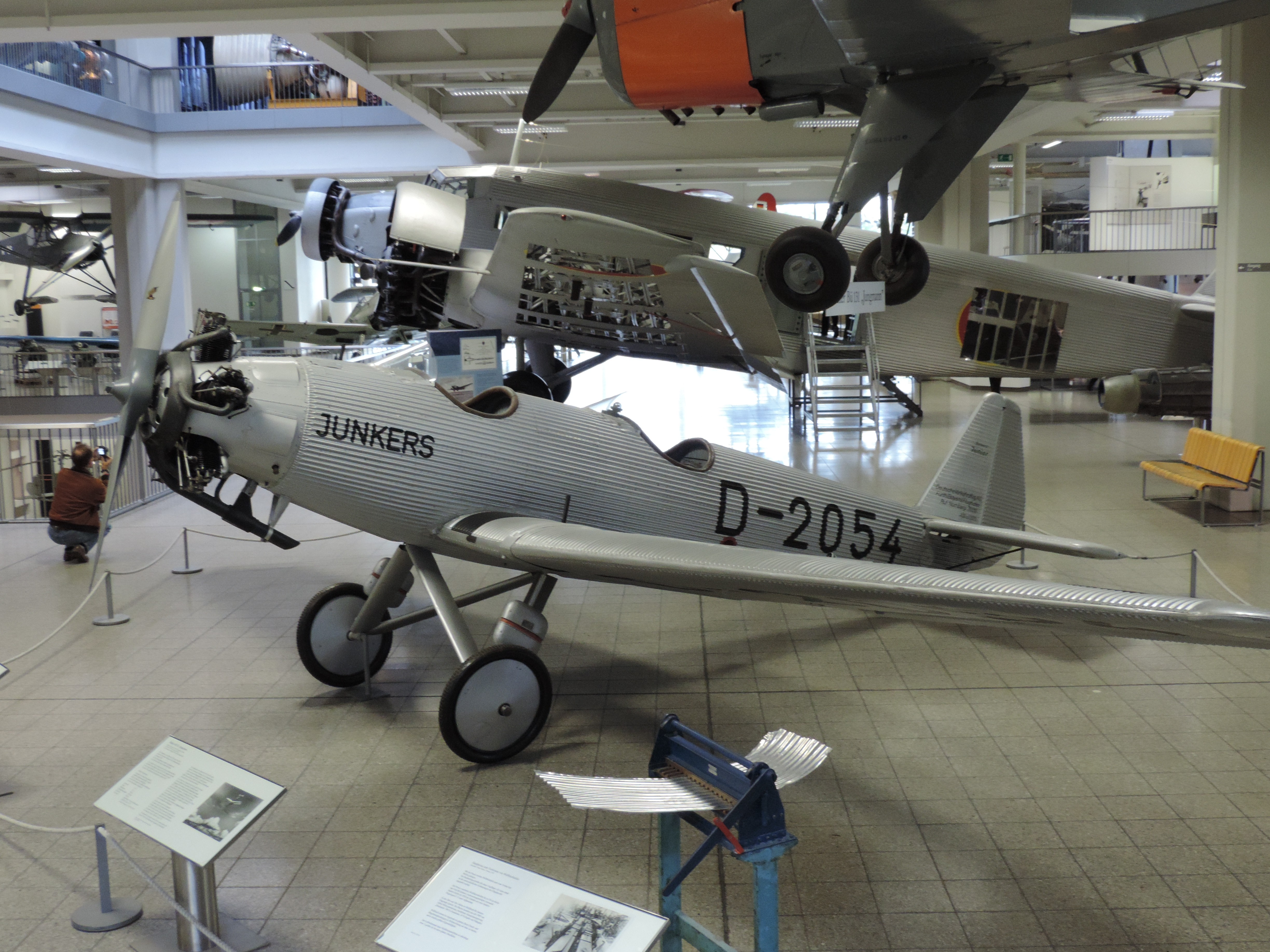
D-2054 im Deutschen Museum, 2013

Heute existieren noch drei erhaltene Original-Junkers-A50-Flugzeuge der ersten Serie, davon eines im flugfähigen Zustand:
- Werknummer 3517, D-EJUJ (flugfähig) befindet sich z. Zt. zur Instandsetzung in Altenburg. Dieses Flugzeug wurde in den 1930er-Jahren nach Australien exportiert und flog dort mit Unterbrechungen als VH-UCC und VH-MRR bis in die 1990er-Jahre.[16] Anfang 2009 wurde diese A 50 von einem Privatsammler aus Deutschland erworben und kurze Zeit im Technikmuseum „Hugo Junkers“ in Dessau ausgestellt[17]. Seit 2012 ist das Flugzeug in Altenburg zur Instandsetzung, die 2023 mit einer Neuzulassung in Deutschland abgeschlossen werden soll.[12]

- Werknummer 3520, OH-ABB „Junnu“ befindet sich im Suomen Ilmailumuseo in Helsinki. Dieses Flugzeug wurde 1931 an den finnischen Luftfahrtpionier Väino Bremer verkauft und bis 1933 zu zahlreichen Langstreckenflügen, u. a. Kapstadt und Weltflug, von Bremer genutzt. Bremer nutzte die Maschine bis 1964. Kurze Zeit war das Flugzeug mit finnischer Zulassung bis 1967 in Schweden und wurde dann von der Finnish Aeronautical Society übernommen, die das Flugzeug noch für Rundflüge und auf Luftfahrtveranstaltungen bis 1969 einsetzte.[18] Das finnische Luftfahrtmuseum übernahm die Maschine 1972 und stellte es in den folgenden 50 Jahren an verschiedenen Orten auf dem Flughafens Helsinki-Vantaa aus.[19] Seit 2020 ist das Flugzeug in der Zentralsammlung des Museums in Helsinki zu sehen.[12]

- Werknummer 3575, D-2054 befindet sich in der Ausstellung des Deutschen Museums in München. Dieses Flugzeug wurde 1931 an die Deutsche Verkehrsflug verkauft und kam 1933 zunächst als CH-283 und später als HB-UXI in die Schweiz.[12] Die Sammlung Ulmer übernahm das Flugzeug 1966 nach Göppingen. Das Deutsche Museum erhielt die Maschine 1975 und setzte sie bis 1984 instand. Seit 1988 ist das Flugzeug mit kurzen Unterbrechungen Bestandteil der Ausstellung auf der Museumsinsel.[2]

### Flugfähige Neubauten der A50

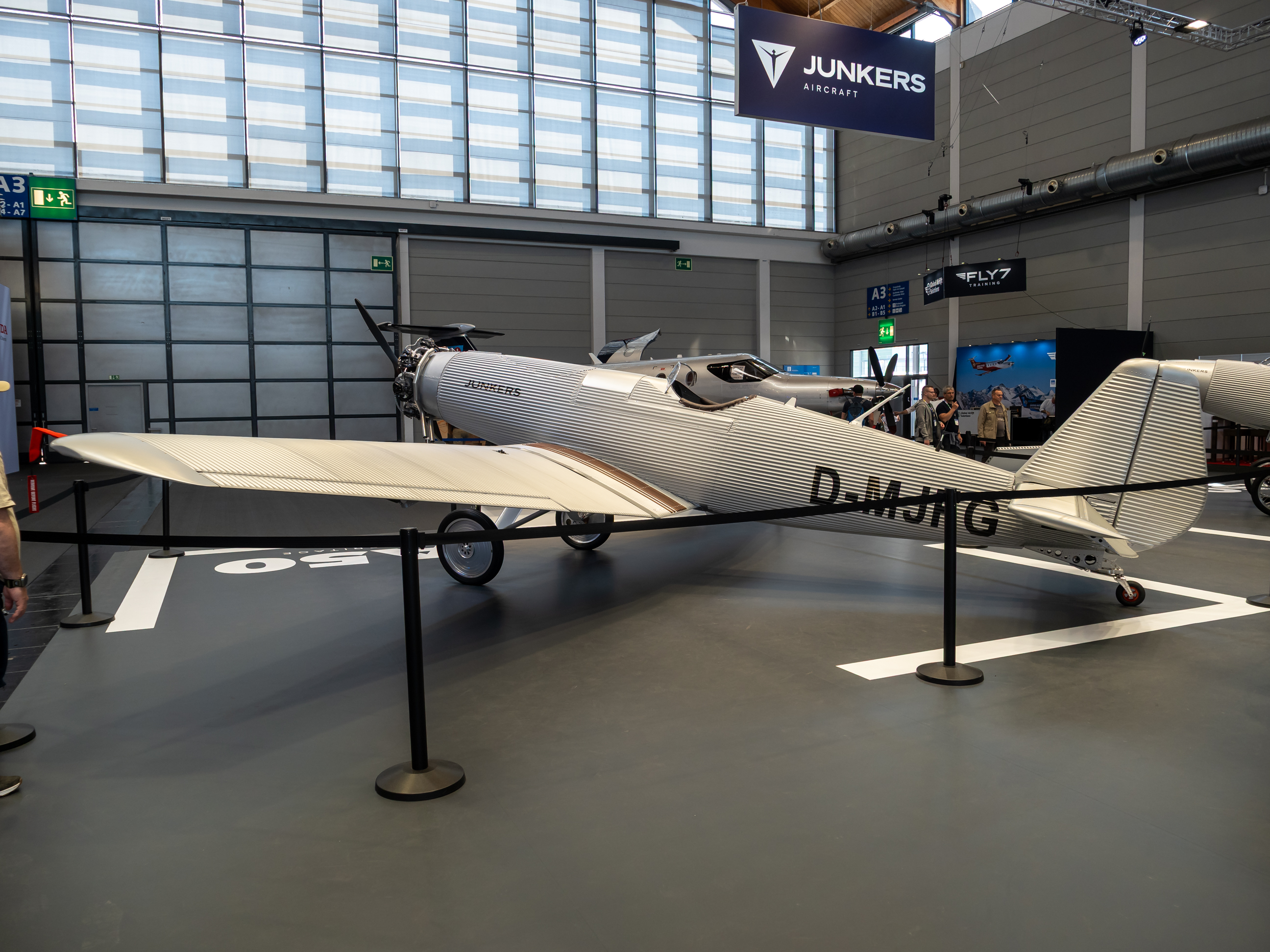
Neubau der A 50 auf der AERO Friedrichshafen

- 50-001, D-MDJU der JFAG Schweiz, Erstflug 21. Dezember 2022 in Neuhausen ob Eck
- 50-002, Bruchzelle
- 50-003, seit 2022 in Privatbesitz, eingelagert in Uetersen
- A50 Junior, MSN 009, D-MQUI, fertiggestellt 2024 in Privatbesitz